# Sant Miquel de la Roqueta
Sant Miquel de la Roqueta és una capella modernista de l'arquitecte Joan Rubió i Bellver construïda a Ripoll (Ripollès). Està protegida com a bé cultural d'interès local.
L'obra parteix de la lliçó que extreu Joan Rubió de l'arquitectura anònima de les construccions de pedra en sec, representant un assaig de les grans realitzacions posteriors. Articula un sistema constructiu a base de pedra de riu sense desbastar i una estructura de voltes còniques que formen l'absis entorn del cimbori central.
Es va construir per encàrrec de Marià de Delàs, baró de Vilagaià, en substitució d'una capella dedicada a Sant Miquel.